# 한국후지필름비즈니스이노베이션
한국후지필름비즈니스이노베이션(일본어: 韓國富士フイルムビジネスイノベーション株式会社, 영어: Fuji Film Business Innovation Korea)는 일본 후지필름사가 설립한 한국법인이다.

## 연혁
- 1974년 7월 11일, 한국 동화산업㈜과 일본 후지제록스사 간에 50:50 기술 및 자본합작으로 코리아제록스㈜설립
- 1998년 3월 11일, 100% 후지제록스의 자회사로 변경
- 1999년 3월 26일, 한국후지제록스로 회사명 변경
- 2019년 11월 1일, 제록스와 관계 종료
- 2021년 4월 1일, 한국후지필름비즈니스이노베이션으로 회사명 변경

## 같이 보기
- 제록스
- 후지필름
- 후지 제록스